# Fivio Foreign
Максі Лі Райлз III (англ. Maxie Lee Ryles III; нар. 29 березня 1990), відоміший під псевдонімом Fivio Foreign — американський репер з Нью-Йорка. Вперше він отримав широке визнання за свій сингл «Big Drip» 2019 року, який отримав платиновий сертифікат Асоціації звукозаписної індустрії Америки (RIAA) і створив ремікс за участю Lil Baby і Quavo. Того ж року він підписав контракт із лейблом RichFish Records репера Mase, створивши спільне підприємство з Columbia Records.
Райлз попав до Billboard Hot 100 завдяки гостьовим участям у піснях «Demons» Дрейка та «Zoo York» Lil Tjay 2020 року разом із Pop Smoke. Він отримав найбільше визнання завдяки своїй появі разом із Playboi Carti на синглі Каньє Веста «Off the Grid» 2021 року, який посів 11 місце в чарті та залишається його найвищою піснею в чартах. Його дебютний студійний альбом B.I.B.L.E. (2022) був загалом позитивно сприйнятий критиками та потрапив до першої десятки Billboard 200, підтриманий головним синглом «City of Gods» (з Каньє Вестом і Алішою Кіз).
Райлз був номінований як найкращий новий виконавець на BET Awards 2022 .

## Раннє життя
Максі Лі Райлз народився і виріс у Іст-Флетбуші, Бруклін. У молодості його відправили в Коннектикут на літо в рамках Фонду свіжого повітря. Під назвою «Lite Fivio» він почав читати реп у 2011 році. У 2013 році він змінив ім'я на Fivio Foreign і разом зі своїми друзями створив музичний колектив під назвою 800 Foreign Side.
Після того, як його мати померла, Райлз жив на вулиці або з друзями та членами родини.

## Кар'єра
Райлз вперше привернув увагу після випуску свого синглу «Big Drip». Пісня отримала платиновий сертифікат від Асоціації звукозаписної індустрії Америки (RIAA) і була включена в його розширені п’єси Pain and Love (2019) і 800 B.C. (2020). У листопаді 2019 року він підписав контракт із звукозаписним лейблом репера Мейса RichFish Records після готівкового авансу в розмірі 5000 доларів, наданого репером. Угода була укладена спільним підприємством з Columbia Records.
У травні 2020 року Райлз вперше потрапив до чарту Billboard Hot 100, виступивши гостем у «Demons» Дрейка та «Zoo York» Lil Tjay. Того ж місяця він заснував некомерційну організацію Foreignside Foundation, «орієнтовану на надання корисних ресурсів і програм для молоді групи ризику, бездомних, нинішніх і колишніх осіб, пов’язаних з угрупованнями, ув’язнених осіб».
11 серпня 2020 року Райлза було включено до списку Freshman Class журналу XXL. Протягом решти 2020 року він з’явився в кількох піснях інших виконавців, зокрема «Spicy» Nas, «Ah Ah Ah» DreamDoll, «K Lo K» Tory Lanez, «That's a Fact» French Montana, і «I Am What I Am» King Von. У листопаді 2020 року випустив сингл «Trust». Він також випустив різдвяну пісню «Baddie on My Wish List» 3 грудня в рамках святкового проєкту Apple Music Carols Covered.
У 2021 році він виступив разом із Playboi Carti на синглі Каньє Веста «Off the Grid» з десятого альбому Каньє Donda.
11 лютого 2022 року він випустив головний сингл свого дебютного альбому B.I.B.L.E.: «City of Gods» (разом з Каньє Вестом і Алішою Кіз), який був присвячений його покійному другу. Того ж дня було оголошено, що дата виходу B.I.B.L.E. — 25 березня 2022 року, але зрештою її перенесли на 8 квітня 2022 року. 18 березня він випустив другий сингл для альбому «Magic City» (за участю Quavo). B.I.B.L.E. був випущений 8 квітня і дебютував під номером дев'ять у Billboard 200, з 29 000 проданими одиницями альбому, отриманих від 37,75 мільйон потоків. На альбомі були гостьові куплети від A$AP Rocky, Polo G, Lil Yachty, Quavo, DJ Khaled, Ne-Yo, Queen Naija, Lil Tjay та інші. Райлз і його колега бруклінський репер 6ix9ine вийшли в соцмережі, порівнявши B.I.B.L.E. з альбомом 6ix9ine TattleTales 2020 року, який посів четверте місце в тому ж чарті, але наступного тижня опустився на 60 місце. Пізніше того ж року альбом породив сингл «Paris to Tokyo» (з Kid Laroi). У грудні 2023 року випустив сингл «Teach Me How to Drill» (разом з Lil Mabu).
Він був співавтором треку «Hoodrat» з альбому ¥$ (Каньє Вест і Ty Dolla Sign) Vultures 1, випущеного 10 лютого 2024 року.

## Особисте життя
У 2016 році мати Райлза померла від інсульту.
Райлз має двох дітей від своєї колишньої дівчини та ще одного сина від іншої жінки.
Райлз дружив із покійним Поп Смоуком і Кінг Воном, яких обох убили у 2020 році. Він також був близьким другом із Ті-Доттом Ву, якого вбили 1 лютого 2022 року. Після його смерті Райлз опублікував пам’ятник в Instagram.
У 2022 році репер із Флориди, відомий як Mellow Rackz, розповів, що вони з Фівіо перебувають у романтичних стосунках лише через кілька тижнів після розлучення Фівіо зі своєю давньою дівчиною Жасмін.

## Дискографія
Студійні альбоми
- B.I.B.L.E. (2022)

## Нагороди та номінації
| Організація        | Рік  | Нагорода                           | Робота         | Результат | Примітки |
| ------------------ | ---- | ---------------------------------- | -------------- | --------- | -------- |
| BET Hip Hop Awards | 2022 | Найкращий новий хіп-хоп виконавець | Сам виконавець | Номінація | [ 21 ]   |
| BET Hip Hop Awards | 2022 | Впливовий трек                     | «City of Gods» | Номінація | [ 21 ]   |